# Cicindela rufiventris
Cicindela (Cicindelidia) rufiventris – gatunek chrząszcza z rodziny biegaczowatych i podrodziny trzyszczowatych.
Gatunek ten opisany został w 1825 roku przez Pierre’a F.M.A. Dejeana.
Chrząszcz o ciele długości od 9 do 12 mm, z wierzchu matowoczarnym. Warga górna z 4 szczecinkami środkowo-przednimi, 2 bocznymi i jednym ząbkiem. Policzki, nadustek i czoło gładkie. Przedplecze wąskie. Pokrywy niepunktowane lub punktowane płytko, na brzegach mikropiłkowane. Wzór z jasnych plam na pokrywach u podgatunku nominatywnego zredukowany (plamy rozerwane na kropki), u C. r. heutzii bardziej kompletny. Spód głowy i tułowia metalicznie niebieskozielony, zaś odwłoka czerwony do rudawożółtego. Episternity przedtułowia nagie lub najwyżej z kilkoma szczecinkami. Przednie odnóża bez szczecin przedwierzchołkowych na krętarzach. Odnóża tylne o udach krótkich; mniej niż ⅓ ich długości sięga za koniec ciała. Ostatni człon stóp znacznie dłuższy od pazurków.
Trzecie stadium larwalne osiąga od 12 do 17 mm długości ciała. Głowa czarna, fioletowo połyskująca, z brązowymi czułkami i rudymi nasadami żuwaczek. Szczecinki głowy i przedplecza białe, pozostałe żółtobrązowe. W tylnej części czoła U-kształtna listewka z dwoma szczecinkami. Na brązowoczarnym przedpleczu obecny połysk różnej barwy. Na tylnej krawędzi dziewiątego sternum odwłoka 6 długich szczecin zgrupowanych po trzy. Na piątym segmencie odwłoka haki środkowe opatrzone 3-4 szczecinkami każdy. Haki wewnętrzne z kolcami połowy ich długości.
Dorosłe spotykane od czerwca do września. Przylatują do światła. Cykl życiowy jednoroczny. Owad ten zasiedla gliniaste i żwirowate gleby różnych siedlisk.
Trzyszcz ten występuje w Kanadzie, Meksyku i wschodnich Stanów Zjednoczonych. Wykazany ze stanów: Alabama, Arkansas, Connecticut, Delaware, Floryda, Georgia, Illinois, Indiana, Karolina Północna, Karolina Południowa, Luizjana, Maine, Maryland, Massachusetts, Missisipi, Missouri, New Hampshire, New Jersey, Nowy Jork, Ohio, Oklahoma, Rhode Island, Tennessee, Teksas, Vermont, Wirginia i Wirginia Zachodnia. Na Florydzie notowany tylko w hrabstwie Liberty.
Wyróżnia się trzy podgatunki tego chrząszcza:
- Cicindela rufiventris heutzii Dejean, 1831
- Cicindela rufiventris reducens W.Horn, 1915
- Cicindela rufiventris rufiventris Dejean, 1825